# Calliano (Asti)
Calliano é uma comuna italiana da região do Piemonte, província de Asti, com cerca de 1.101 habitantes. Estende-se por uma área de 10 km², tendo uma densidade populacional de 110 hab/km². Faz fronteira com Alfiano Natta (AL), Asti, Castagnole Monferrato, Castell'Alfero, Grana, Penango, Portacomaro, Scurzolengo, Tonco.

## Demografia
| Variação demográfica do município entre 1861 e 2011                               |
|                                                                                   |
| Fonte: Istituto Nazionale di Statistica (ISTAT) - Elaboração gráfica da Wikipedia |